# Moonga
Moonga（ムーンガ）は、iphone, ipad, android用のトレーディングカードゲーム。

## エキスパンション
基本セット
- Renaissance
- Revolt

拡張セット
- Densara
- DursTor
- Lymronia
- Lanna
- Abethia

## トーナメント
毎週日曜に開催しているが、時期によって開催時間が変わるため注意。

### サマータイム以外（11月〜5月）
- 第1回：日曜 16:00〜18:00
- 第2回：日曜 23:00〜25:00
- 第3回：月曜 6:00〜8:00

### サマータイム（6月〜10月末）
- 第1回：日曜 15:00〜17:00
- 第2回：日曜 22:00〜24:00
- 第3回：月曜 5:00〜7:00

### 景品
- 1位：トーナメントのSPカード1枚＋ブースター2パック＋500Copper Coins
- 2位：ブースター2パック＋500Copper Coins
- 3位：ブースター1パック＋500Copper Coins
- 4〜5位：ランダムなカード2枚＋500Copper Coins
- 6〜10位：ランダムなカード1枚＋500Copper Coins
- 11〜25位：250Copper Coins
- 26〜40位：100Copper Coins

## サービス提供会社
- Ever Dream Soft